# Euthalia kenodontus
Euthalia kenodontus är en fjärilsart som beskrevs av Hans Fruhstorfer 1906. Euthalia kenodontus ingår i släktet Euthalia och familjen praktfjärilar. Inga underarter finns listade i Catalogue of Life.